# 60e division d'infanterie (Allemagne)
Pour les articles homonymes, voir 60e division.
La  60e division d'infanterie (motorisée) (en allemand : 60. Infanterie-Division (motorisiert) ou 60. ID (mot.)) est une des divisions d'infanterie de l'armée allemande (Wehrmacht) durant la Seconde Guerre mondiale.

## Création
La 60. Infanterie-Division est créée le 15 octobre 1939 à Danzig dans le Wehrkreis XX sur le Truppenübungsplatz (terrain d'entrainement) de Groß-Born à partir de la Brigade Eberhardt (une unité spéciale constituée d'unités provenant du Landespolizei Danzig). Elle devient la 60. Infanterie-Division Motorisierte (division d'infanterie motorisée) en août 1940. Elle est détruite en février 1943 à Stalingrad.
Les éléments survivants ont été initialement prévus pour former la 60. Panzergrenadier-Division, mais ont été utilisés pour former la Panzergrenadier-Division Feldherrnhalle
Le 3e bataillon du Infanterie Regiment 92 est renommé 3. (Jäger) Bataillon le 17 novembre 1941 et prend les traditions du Königlich Preussischen Reserve Jäger Bataillons Nr. 27 (Finnische Jäger) de la Première Guerre mondiale.

## Organisation

### Commandants
| Date                             | Grade           | Commandant                |
| -------------------------------- | --------------- | ------------------------- |
| 1er septembre 1939 - 15 mai 1942 | Generalleutnant | Friedrich-Georg Eberhardt |
| 15 mai 1942 - ? novembre 1942    | Generalleutnant | Otto Kohlermann           |
| ? novembre 1942 - ? février 1943 | Generalmajor    | Hans-Adolf von Arenstorff |

## Théâtres d'opérations
- Allemagne : Septembre 1939 - Mai 1940
- France : Mai 1940 - Avril 1941
- Yougoslavie : Avril 1941 - Novembre 1941
- Front de l'Est, secteur Sud : Novembre 1941 - Octobre 1942
- Stalingrad : Octobre 1942 - Février 1943

## Ordres de bataille
60. Infanterie-Division - 1940
- Infanterie-Regiment 92[1]
- Infanterie-Regiment 243 (formé à partir du Danziger Landespolizei Regiment 1)
- Infanterie-Regiment 244 (formé à partir du Danziger Landespolizei Regiment 2)
- Artillerie-Regiment 160 (formé à partir du Artillerie Abteilung du Landespolizei Danzig)
- Pionier-Bataillon 160
- Kradschützen-Bataillon 160
- Aufklärungs-Abteilung 160
- Infanterie-Divisions-Nachrichten-Abteilung 160
- Infanterie-Divisions-Nachschubführer 160

60. Infanterie-Division (motorisiert) - 1942
- Infanterie-Regiment 92 (mot)
- Infanterie-Regiment 120 (mot)
- Kradschützen-Bataillon 160
- Artillerie-Regiment 160
- Pionier-Bataillon 160
- Aufklärungs-Abteilung 160
- Infanterie-Divisions-Nachrichten-Abteilung 160
- Kommandeur der Infanterie-Divisions-Nachschubtruppen 160

## Décorations
Des membres de cette division ont été récompensés à titre personnel pour leurs faits de guerre:
- Agrafe de la liste d'honneur : 11
- Croix allemande en Or : 37
- Croix de chevalier de la Croix de fer : 13

## Insigne
La bande de bras "Feldherrnhalle" est autorisée à être portée par cette unité pour illustrer ses affiliations avec la SA-Standarte Feldherrnhalle.